# Hanover Acceptances
Hanover Acceptances Limited ist die 1974 gegründete Holdinggesellschaft einer britischen Unternehmensgruppe, die hauptsächlich in den Geschäftsbereichen Agribusiness, Lebensmittelherstellung (Getränke), Immobilien und Private-Equity-Kapitalanlage agiert. Gründer und Chairman ist der aus Südafrika stammende Manfred Gorvy, den die Sunday Times 2007 zu den 300 reichsten Briten zählte. CEO ist sein Sohn Sean Gorvy. Mittels der übergeordneten Holding Quadriga International Limited wird Hanover Acceptances von der Familie Gorvy kontrolliert.

## Geschäftsbereiche

### Dorrington
Dorrington plc mit Sitz in London investiert in und entwickelt Wohn- und Gewerbeimmobilien; 1936 gegründet, war Dorrington ab 1959 an der Börse notiert bis zur vollständigen Übernahme durch Hanover Acceptances im Jahr 1980. Dorrington ist heute einer der größten Immobilienbesitzer im Raum Greater London.

### Fresh Capital Group
Die ebenfalls in London ansässige Fresh Capital Group ist der Risikokapital-Zweig von Hanover Acceptances. Der Fokus liegt auf Beteiligungen an britischen Unternehmen aus dem Agribusiness, der Lebensmittelindustrie und dem Immobiliensektor. Zu den bisherigen Beteiligungen gehörten: Blueheath (ein Großhändler, der Convenience Shops beliefert), der DSL-Provider Bulldog Communications, die Biomarktgruppe Fresh & Wild, iTradeNetwork (ein kalifornischer Anbieter von Software für Supply Chain Management in der Lebensmittelindustrie), Steribottle (Hersteller von Einweg-Trinkfläschchen für Babynahrung) und das zweitgrößte britische Internetportal für Immobilieninformationen Zoopla.

### African Realty Trust
Der African Realty Trust (ART) mit Hauptsitz im südafrikanischen Letaba (bei Tzaneen, Provinz Limpopo) ist der größte Anbauer, Verarbeiter und Exporteur von Zitrusfrüchten im südlichen Afrika. Zum ART gehören Plantagen (Letaba Estates, Richmond Estates) sowie das Verarbeitungsunternehmen Letaba Citrus Processors (LCP). LCP wurde 1961 gegründet als Gemeinschaftsunternehmen des südafrikanischen Firmenkonglomerats von John Schlesinger (zu dem auch bereits die Immobilienfirma African Realty Trust gehörte) mit der US-amerikanischen The Minute Maid Company. Beide wurden später vollständig von The Coca-Cola Company übernommen. 1985 erwarb der ART LCP von Coca-Cola. Aus den Zitrus- und diversen subtropischen Früchten wie Mango, Papaya, Guave und Banane werden Getränke, Fruchtpulver, Pürees und Konzentrate hergestellt, die sowohl im Inland als auch in mehrere afrikanische Staaten vertrieben werden. Aus den Beiprodukten der Fruchtverarbeitung entstehen zum Beispiel Zitrusöle für die Kosmetik-, Pharma- und Lebensmittelindustrie, andere Reststoffe werden als organischer Dünger oder Tierfutter verwendet.

### GerberEmig Group
Pride Foods (Handelsauftritt als GerberEmig Group) mit Hauptsitz in Bridgwater, Grafschaft Somerset, ist einer der größten Hersteller von Fruchtsäften und Fruchtsaftgetränken in Europa. Tochtergesellschaften sind:
- Gerber Juice Company Ltd., Bridgwater, der größte Safthersteller Großbritanniens[7] (füllt u. a. die Marken Del Monte und Libby’s ab sowie Eigenmarken zahlreicher Lebensmittelhandelsketten)
- Emig GmbH & Co. KG in Rellingen bei Hamburg, 1968 gegründet, 2001 von der Holsten-Brauerei an Gerber verkauft, heute einer der größten deutschen Hersteller alkoholfreier Getränke (Fruchtsäfte, Nektare, Fruchtsaftgetränke, Eistees), produziert in fünf Betriebsstätten (Calvörde bei Magdeburg, Waibstadt bei Heidelberg, Le Quesnoy bei Valenciennes/Nordfrankreich, Bridgwater bei Bristol/Südwestengland und Kozietuły bei Warschau/Polen) Handelsmarken für Discounter und ist Copacker im Auftrag von Markengetränkefirmen.
- Gerber S.AS., Paris/Frankreich
- Frigo-pak Gıda Maddeleri Sanayi Ve Ticaret A. Ş., Istanbul/Türkei, gegründet 1984, produziert und vertreibt in mehr als ein Dutzend Länder kohlensäurehaltige und stille Getränke, Fruchtsäfte sowie in Dosen abgefüllte bzw. tiefgefrorene Früchte- und Gemüsesorten (in Form von Stücken, Püree, Pasten und Saucen) unter Marken wie Sunpride, Joy, Joyful und zahlreichen Fremdmarken von Handelsketten; der Umsatz erreichte im Jahr 2012 29 Mio. Türkische Lira. Die Beteiligung von GerberEmig liegt bei 63 %.

Im April 2013 gab GerberEmig bekannt, mit dem niederländischen Getränkekonzern Refresco zu fusionieren. GerberEmig hält 27,5 Prozent und Refresco 72,5 Prozent am neuen Unternehmen RefrescoGerber mit Sitz in Amsterdam. Die europäische Wettbewerbsbehörde genehmigte die Übernahme mit der Auflage, das Emig-Werk in Waibstadt zu veräußern.